# Antoine Porot
 (octobre 2015).
 (août 2021).
Antoine Porot est un psychiatre français, né le 20 mai 1876 à Chalon-sur-Saône et mort le 22 février 1965 à Ris-Orangis. Il est le fondateur de l'École psychiatrique d'Alger et de la théorie raciale du primitivisme.

## Biographie
Antoine Porot naît en 1876 à Chalon-sur-Saône. Après un passage à Tunis, il devient médecin-chef du Centre neurologique de l'hôpital Maillot pour la 197e région militaire (Algérois) à partir de 1916 et professeur agrégé de neuropsychiatrie à la faculté de médecine d'Alger. Il devient titulaire de la chaire de psychiatrie à la faculté de médecine d'Alger, à son ouverture en 1925.

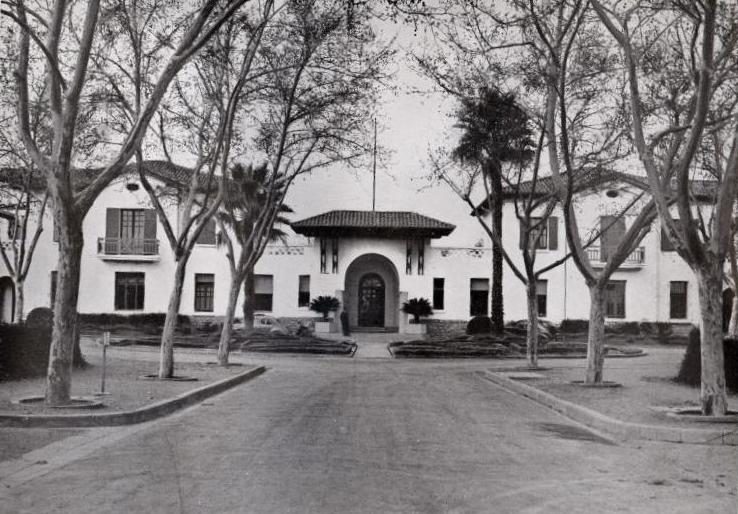
Pavillon de l'Administration de l'HPB - Hôpital Psychiatrique de Blida - Joinville, 1933.

Fondateur de l'École psychiatrique d'Alger, il développe la théorie raciste du primitivisme qui reste comme l'un des points culminants de la psychiatrie coloniale. Dans un article de 1918, il décrit la « masse indigène » (qu'il contraste avec « l'élite » des anciens engagés militaires) comme un « bloc informe de primitifs profondément ignorants et crédules pour la plupart ». On lit aussi sous sa plume : « Hâbleur, menteur, voleur et fainéant, le nord-africain musulman se définit comme un débile hystérique, sujet de surcroît, à des impulsions homicides imprévisibles ». En 1932, il déclare que « l'indigène nord-africain, dont le cortex cérébral est peu évolué, est un être primitif dont la vie essentiellement végétative et instinctive est surtout réglée par le diencéphale ». Ces travaux sont dans la continuité de ceux du Turinois Cesare Lombroso, fondateur de l'école italienne de criminologie, qui appuyait son étude des criminels en usant de la phrénologie.
Il organise l'ensemble de la structure de « l'assistance psychiatrique » en Algérie, selon un modèle militaire. Dotée de trois « échelons », le premier est l'échelon universitaire — Alger — qui traite des cas particulièrement graves ; le deuxième échelon est celui de l'hôpital psychiatrique ; le troisième, celui des asiles. Il parvient à faire ouvrir le premier établissement psychiatrique d'Algérie, l'hôpital psychiatrique de Blida-Joinville (aujourd'hui Zabana), ouvert en 1933 et inauguré officiellement en 1938, qui relève donc du deuxième échelon. Il a pu y mener ses travaux et ses cures selon ses théories, alors que jusque-là les cas étaient envoyés en métropole. Frantz Fanon se trouve être son principal détracteur, après que celui-ci eut travaillé dans cet établissement et découvert les traitements qui y étaient administrés.
En 1945, il réalise l'expertise psychiatrique de Madeleine Mouton, « l'empoisonneuse de Berthelot », et conclut à sa pleine possession de ses capacités mentales au moment des faits. Madeleine Mouton est guillotinée, le 10 avril 1948 à Sidi Bel Abbès.

## Postérité
Ses cours et ses théories sont à l'origine de toute une génération de psychiatres, qui donneront, par leurs travaux, un couvert scientifique au colonialisme français en Afrique du Nord, selon la Ligue des droits de l'homme.
Après l'indépendance de l'Algérie, Porot revient en France. Il y poursuit son travail, tout comme ses élèves d'alors, ainsi que son fils Maurice Porot. Son œuvre principale, le Manuel alphabétique de psychiatrie paru sous sa direction en 1952 fut une œuvre de référence en France pour plusieurs générations d'étudiants en psychologie et en psychiatrie. Ce manuel a connu au moins cinq éditions (la cinquième, remaniée et mise à jour, est parue en 1975 aux Presses Universitaires de France). Il comporte nombre d'articles prêtant à controverse, car biaisés par son approche raciale. Les articles rédigés par Henri Aubin, son élève, comportent pour certains (notamment celui sur le primitivisme) des propos réduisant l'indigène à un être inférieur. Ces articles ainsi biaisés étaient toujours en l'état en 1969, lors de la quatrième édition du manuel.

## Publications
: document utilisé comme source pour la rédaction de cet article.
- Antonin [sic] Porot, Comptes rendus du XXIIe congrès, Tunis, Masson, 1913.
- Antoine Porot, « Notes de psychiatrie musulmane », Annales médico-psychologiques, vol. 74, no 9,‎ 1918, p. 377-384 (lire en ligne).
- Antoine Porot et A. Hesnard, L'expertise mentale militaire, Paris, Masson, 1918.
- Antoine Porot, « Chronique algérienne », HM, vol. 20,‎ 1925, p. 9.
- Antoine Porot, « Au sujet de l'assistance psychiatrique et de l'enseignement en Algérie », HM, vol. 21,‎ 1926, p. 67-69.
- Antoine Porot et Don Côme Arrii, « L’impulsivité criminelle chez l’indigène algérien ; ses facteurs », Annales médico-psychologiques, vol. 90, no II,‎ 1932, p. 588-611.
- Antoine Porot, « L'Assistance psychiatrique en Algérie et le futur hôpital psychiatrique de Blida », L'Algérie médicale,‎ mai 1933, p. 86-92.
- Antoine Porot et Jean Sutter, « Le primitivisme des indigènes nord-africains ; ses incidences en pathologie mentale », Le Sud médical et chirurgical,‎ 15 avril 1939.
- Antoine Porot (dir.), Manuel alphabétique de psychiatrie, PUF, 1952. 5e édition remaniée et mise à jour : 4e trimestre 1975.
- Antoine Porot, Charles Bardenat et al., « Réflexions sur 3 000 électro-chocs pratiqués dans les services psychiatriques de l'Algérie », Congrès,‎ 1942, p. 329-336.
- Antoine Porot, « L'empoisonneuse de Berthelot », dans Annales de médecine légale de criminologie, police scientifique, médecine social, et toxicologique, t. 1, J.-B Baillière et Fils., 1948-1949 (lire en ligne), p. 224-231.
- Antoine Porot et Charles Bardenat, Psychiatrie médico-légale, Paris, Maloine, 1959.
- Antoine Porot et Charles Bardenat, Anormaux et malades mentaux devant la justice pénale, Paris, Maloine, 1960.